# Apamea suffusa
Apamea suffusa är en fjärilsart som beskrevs av Moore 1867. Apamea suffusa ingår i släktet Apamea och familjen nattflyn. Inga underarter finns listade i Catalogue of Life.